# Aich (Altdorf)
Aich ist ein nordwestlich gelegener Ortsteil des niederbayerischen Marktes Altdorf im Landkreis Landshut.

## Geschichte
Nahe dem Bach Pfettrach siedelten in Aich ursprünglich Bauern und Handwerksbetriebe, die sich den Bachlauf in den letzten Jahrhunderten mittels Mühlrädern zu Nutze machten. Einige der historischen Gebäude aus dem Anfang des 19. Jahrhunderts sind heute noch erhalten.
Seit 1970 erfuhr die Region eine rege Veränderung, zeitgleich etwa begann den Bau der Bundesautobahn 92, deren 330 m lange Pfettrachtalbrücke knapp einen Kilometer westlich verläuft.
Noch 1980 war Aich ein Weiler mit zwei Höfen. Diese waren durch jene Straße mit Altdorf verbunden, die jetzt den Straßennamen Aich in Altdorf trägt (→ Ortsteile von Altdorf).
1952 wurde das Siedlungsgebiet Am Kleinfeld zwischen Aich und Altdorf erschlossen, und 1982 die alte Bundesstraße 299 nach Norden verlegt. Durch diese Baumaßnahmen und den Bevölkerungszuwachs wurde Aich geographisch von Altdorf vereinnahmt.
Die im Jahre 2012 erstellte Nordumgehung Altdorf trägt den Namen Am Aicher Feld und befindet sich nördlich von Aich.

## Bauwerke
→ Baudenkmäler in Aich aus der Liste der Baudenkmäler in Altdorf (Niederbayern)